# Bernard Mourad

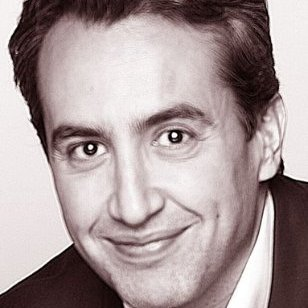
Bernard Mourad

Bernard Mourad (Libanon, 2 oktober 1974 – 9 januari 2025) was een Frans bankier, ondernemer en schrijver.

## Levensloop
Zijn vader was een christen uit Libanon, zijn moeder een Franse van Marokkaans-Joodse afkomst. Hij groeide op in Parijs, nadat het gezin de burgeroorlog in Libanon ontvlucht was.
Hij haalde diploma's bij het Institut d'études politiques (1997) en de École des hautes études commerciales (HEC).
In 2000 begon hij aan een carrière van zakenbankier bij Morgan Stanley en in 2012 werd hij er afgevaardigd bestuurder. Men beschreef hem als iemand met nauwe banden met de miljardairs Xavier Niel en Patrick Drahi. Met Drahi introduceerde hij de vennootschap Altice op de Beurs, redde hij de krant Libération en kocht hij L'Express. Hij werd ook bevriend met Emmanuel Macron. en met de adviseur in communicatie Stéphane Fouks, vicevoorzitter van Havas.
In januari 2015 verliet hij Morgan Stanley en werd voorzitter van Altice Media Group, de nieuwe mediagroep van Patrick Drahi met onder meer L'Express-L'Expansion, L'Étudiant, Point de Vue, Lire, Studio) en de tv-keten i24news. In juli 2015 vermeerderde de portefeuille nog, door een strategische alliantie tussen Altice en de groep NextRadioTV (BFM, RMC ...). In april 2016 leidde hij de fusie van Altice Media Group met SFR.
Hij overleed op 50-jarige leeftijd aan kanker.

## MySOS
Ondertussen ontwikkelde Mourad in 2013, met eigen middelen, mySOS, een applicatie die levens helpt redden door het waarschuwen van bereidwillige burgers die zich binnen een perimeter van 3 km bevinden van iemand in nood. Deze wereldwijd eerste solidaire applicatie kreeg de steun van het Franse Rode Kruis en van de Franse federatie voor cardiologie. Na negen maanden waren al 100.000 personen aangesloten.

## La République En Marche
In oktober 2016 nam hij ontslag bij Altice Media Group en werd lid van het team rond Emmanuel Macron, als speciaal adviseur. Hij trad ook op als fondsenwerver.

## Romancier
- Les Actifs corporels, roman, Parijs, Jean-Claude Lattès, 2006, ISBN 978-2-7096-2780-1. Mourad beschrijft een kapitalistisch systeem waarin personen op de beurs gewaardeerd worden, onder de vorm van personenvennootschappen. De held van het verhaal, Alexandre Guyot, een dertigjarige consultant, is de eerste persoon die op de Beurs gequoteerd wordt. De roman is een kritiek van de sociaal-economische samenleving, in het verlengde van de werken van Michel Houellebecq en Bret Easton Ellis.
- Libre échange, roman, Parijs, Jean-Claude Lattès, 2008, ISBN 978-2-7096-3030-6. In een psychologische en sociale analyse onderzoekt de auteur de zoektocht naar geluk en identiteit, onder de toenemende druk van de media en de politiek. De held van het boek heeft zelfmoordneigingen, en wordt aangesproken met de vraag om zijn leven te wisselen met dat van iemand anders.

## Voetnoten
1. ↑  "Bernard Mourad, banquier ange gardien", Le Figaro, 17 décembre 2013
2. ↑  "Les deux semaines folles qui ont chambardé le paysage des télécoms", Les Echos, 13 mars 2014
3. ↑  "Vivendi, la nuit la plus longue", Le Figaro, 8 avril 2014
4. ↑  "L'investisseur masqué de Libé est bien Patrick Drahi", Libération, 15 avril 2014
5. ↑  "Patrick Drahi est l'investisseur mystère de Libération", Médiapart, 12 mai 2014
6. ↑  "Macron, l'homme qui dérange", Le Point, 5 février 2015 (numéro 2213), page 37
7. ↑  "L'Express incarne son nouvel esprit réformiste avec l'icône Emmanuel Macron", Le Monde, 8 mars 2016
8. ↑  "Stéphane Fouks, l'éminence inoxydable", Le Figaro Magazine, 6 février 2015
9. ↑  "Un banquier à la tête de l'Express et Libération", Les Echos, 2 février 2015
10. ↑  "Billionaire Drahi Set to Expand International Media Holdings", Wall Street Journal, 2 février 2015
11. ↑  "Patrick Drahi confie ses médias au banquier Bernard Mourad", Challenges, 3 février 2015
12. ↑  Mort de Bernard Mourad, banquier atypique, compagnon de «Libération».
13. ↑  "Bernard Mourad, banquier ange gardien", Le Figaro, 17 décembre 2013
14. ↑  "Ce banquier veut vous sauver la vie", Paris Match, 4 mars 2014
15. ↑  "Bernard Mourad, le banquier d'affaires qui sauve des vies", La Tribune et Arte, février 2014
16. ↑  "mySOS, l'application pour personnes en détresses", Le Monde, 13 avril 2014
17. ↑  "mySOS, un ange gardien dans la poche", Les Echos, 30 décembre 2013
18. ↑  "Comment un banquier d'affaires se retrouve confronté au dilemme du start-upper", Challenges, 12 février 2014
19. ↑  "Source: site internet mySOS"
20. ↑  Bernard Mourad quitte Altice pour rejoindre l'équipe d'Emmanuel Macron, challenges.fr, 4 octobre 2016